# Линдси, Уильям, 18-й граф Кроуфорд
Уильям Линдси (англ. William Lindsay; апрель 1644 — 6 марта 1698) — шотландский аристократ, 18-й граф Кроуфорд и 2-й граф Линдси с 1678 года.

## Биография
Уильям Линдси принадлежал к знатному англо-шотландскому роду, известному с XI века и владевшему баронией Кроуфорд на юге Ланаркшира. Он родился в 1644 году и стал старшим сыном Джона Линдси, 17-го графа Кроуфорда и 1-го графа Линдси, и его жены Маргарет Гамильтон. В 1678 году, после смерти отца, Уильям унаследовал семейные владения и титулы; из-за расточительности Линдси-старшего наследство оказалось довольно скромным, так что 18-й граф Кроуфорд оказался в стеснённых обстоятельствах.
В 1685 году королём Шотландии и Англии стал католик Яков II, и Линдси, будучи ревностным пресвитерианином, решил уехать на континент. Ему не выдали необходимое в таких случаях разрешение, так что граф остался в Шотландии, но следующие несколько лет провёл в своих поместьях. В 1689 году благодаря «Славной революции» престол занял протестант Вильгельм III Оранский. Кроуфорда он назначил президентом Совета Шотландии (1689), президентом парламента Шотландии, комиссаром казначейства, членом Тайного совета и уполномоченным по церковному урегулированию. Источники сообщают, что граф проявил большое рвение, ограничивая в правах епископальную церковь.
Линдси умер 6 марта 1698 года.
Граф был женат на Мэри Джонстон (дочери Джеймса Джонстона, 1-го графа Аннандейла и Хартфелла, и Генриетты Дуглас) и на Генриетте Сетон, дочери Чарльза Сетона, 2-го графа Данфермлина, и Мэри Дуглас. В первом браке родились:
- Джон (1672—1714), 19-й граф Кроуфорд[5];
- Джеймс (умер в 1707), полковник, погиб в одном из сражений Войны за испанское наследство[6][7];
- Патрик (умер до 1698)[6][8];
- две дочери[2].

Во втором браке родились сын Томас и шесть дочерей.